# Derrick McKey
Derrick Wayne McKey (Meridian, Misisipi, 10 de octubre de 1966) es un exjugador de baloncesto estadounidense que disputó 15 temporadas en la NBA. Con 2,06 metros de altura, jugó la mayor parte de su carrera en las posiciones de alero y ala-pívot.

## Biografía
Además de haber sido una estrella del baloncesto en el instituto, también jugó al béisbol durante un corto periodo a pesar de su altura.

### Universidad
Fue a la Universidad de Alabama durante tres años, llevando a los Tide al puesto número 1 regional en 1986-87 y a los Sweet 16 (donde fueron eliminados por Providence). 
Derrick jugó para el equipo nacional Americano en el Campeonato Mundial de Baloncesto de 1986, ganando la medalla de oro.

### Profesional
Entró en la NBA después de su temporada júnior y fue seleccionado por los Seattle SuperSonics en el noveno puesto del draft de 1987, por delante de Reggie Miller, Horace Grant y Reggie Lewis. 
En la temporada 1988-89, su segundo año, McKey promedió 15.9 puntos por partido, su mejor marca personal en una temporada.
McKey jugó las siguientes seis temporadas en Seattle Supersonics, después de ser traspasado, junto a Gerald Paddio, a los Indiana Pacers a cambio de Detlef Schrempf. 
Después de varios años él y los Pacers finalmente alcanzaron las Finales de la NBA en el 2000, antes de perder ante Los Angeles Lakers. 
Finalmente disputó su última temporada, la 2001-02, con Philadelphia 76ers.